# Tenby
Koordinaten: 51° 40′ 17″ N, 4° 41′ 58″ W

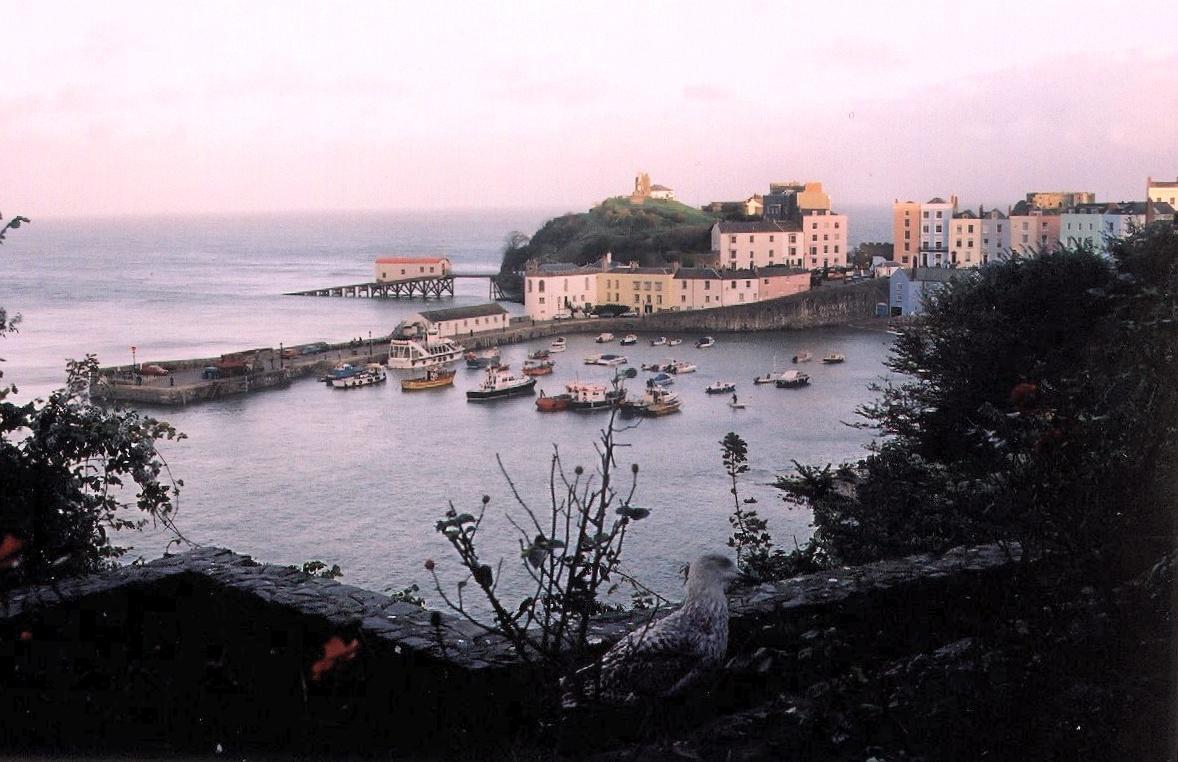
Hafen von Tenby im November 2001

Tenby (walisisch Dinbych-y-pysgod) ist eine Stadt in Pembrokeshire in Wales, welche im Süden der Grafschaft an der Carmarthen Bay liegt. Die Stadt ist Marktflecken und ein beliebter Badeort. Der Pembrokeshire Coast Path führt ebenfalls durch die Stadt.

## Geschichte
Wahrscheinlich errichteten die Wikinger bereits im frühen Mittelalter eine Siedlung bei Tenby.
Im späten 11. Jahrhundert marschierten die Normannen unter Arnulf Montgomery nach South Pembrokeshire und machten Tenby zu ihrem Hauptquartier.
South Pembrokeshire war aufgrund seiner Fruchtbarkeit ein begehrtes Objekt und die Stadt Tenby hatte zusätzlich noch eine gute strategische Lage gegenüber Angriffen von der Landseite. Bei Belagerungen war sie leicht von der Seeseite aus zu versorgen.
In jener Zeit kam es immer wieder zu Kämpfen mit den Walisern, die die Konfiszierung ihres Landes nicht kampflos hinnehmen wollten.
In den nächsten einhundert Jahren wurde das primitive walisische Fort bei Tenby von Gerald of Windsor, dem Kastellan von Pembroke, durch eine einfache Burg auf dem Castle Hill ersetzt. Dort waren dann englische oder französische Truppen zur Abwehr der Waliser einquartiert. Im Laufe der Jahre wanderten immer mehr Normannen, Franzosen, Engländer und Flamen nach South Pembrokeshire ein und siedelten sich unter dem Schutz der Burg von Tenby an. Die Stadtmauer aus dieser Zeit ist in großen Teilen bis heute erhalten. Im Jahre 1153 wurde die Stadt und die Burg noch einmal von den Walisern erobert. Die Brüder Maredudd und Rhys ap Gruffydd griffen mit ihren Truppen nachts die Burg an und waren erfolgreich. Dieser Angriff war ein Racheakt für den Angriff auf ihren Bruder Cadell ap Gruffydd. Dieser walisische Adlige war von Soldaten der Garnison beim Jagen nahe Saundersfoot verletzt worden. Die Brüder bestraften die Verantwortlichen und zogen sich dann aus der Burg zurück. Die Kontrolle übernahm ihr Cousin William FitzGerald, der stellvertretend für den Earl of Pembroke die Provinz verwaltete.
In den nächsten Jahren ließen die Angriffe der Waliser nicht nach und schließlich war ein Angriff im Jahre 1187 erneut erfolgreich. Unter ihrem Anführer Maelgwn ap Rhys eroberten und plünderten sie die Stadt. Der Besitz wechselte aber schon bald wieder in normannische Hände. Die letzte Eroberung durch die Waliser fand im Jahre 1260 durch Llywelyn ap Gruffydd während seines Feldzugs zur Befreiung von Wales statt.
Im ausgehenden Mittelalter nahm Tenbys Bedeutung als geschützter Seehafen zu, und 1566 brachten portugiesische Seeleute die ersten Orangen über Tenby nach Wales.
Außer Seehandel waren in der Vergangenheit Fischfang sowie Austernfischerei die vorrangigen Erwerbsquellen in Tenby.
Während des Englischen Bürgerkriegs 1642–1646 stand Tenby auf der Seite der Parlamentstruppen. In dieser Zeit entstanden eine Reihe von Befestigungen im Nordwesten und am Hafen. Trotz dieser von Bürgermeister David Hammond veranlassten Maßnahmen, wurde die Stadt im Jahre 1643 von den Königstruppen erobert. Nachdem sich das Kriegsglück im nächsten Jahr wieder zugunsten des Parlaments neigte, war Tenby schließlich die einzige Stadt in South Pembrokeshire, die noch in königlicher Hand war. Eines Tages segelten drei Segelschiffe des Parlaments in die Bucht und nahmen die Stadt unter Feuer. Ein paar Tage später zogen 500 Soldaten mit Kanonen unter dem Kommando von Oberst Roland Laugharne vor die Stadttore und begannen am 7. März 1644 mit dem Beschuss der Stadt.
Nach drei Tagen war das Stadttor gefallen und die Parlamentstruppen rückten in die Stadt ein und nahmen etwa 300 Gefangene. Laugharne übernahm das Kommando über die Stadt.
Vier Jahre später wechselte die Loyalität des Kommandanten, der schon lange nicht mehr mit der Politik Oliver Cromwells einverstanden war. Zusammen mit Oberst Poyer, dem Kommandanten der Festung in Pembroke wechselte er die Seiten. Cromwell entsandte sofort Truppen nach Tenby, um die Revolte zu beenden. Sieben Wochen belagerten Cromwells Truppen die Stadt, bis sie kapitulierte. Poyer und Laugharne wurden dem Kriegsgericht übergeben. Dieses entschied, dass einer der Anführer der Revolte sterben müsste. Dies sollte per Los entschieden werden und traf Oberst Poyer, der daraufhin standrechtlich erschossen wurde. An der Hinrichtungsstelle steht heute der Covent Garden Markt.
In den folgenden Jahrhunderten entwickelte sich Tenby immer mehr zum Seebad für die wohlhabende Bevölkerung. Insbesondere im Viktorianischen Zeitalter erfreute es sich steigender Beliebtheit. Auch heute noch sind viele Gebäude aus der damaligen Zeit zu sehen. Nicht nur medizinische Gründe führten die Leute nach Tenby, auch Naturalisten, Botaniker, Geologen und Zoologen fanden in der Gegend interessante Stellen für ihre Interessengebiete.
In dieser Zeit wuchs die Bevölkerung der Stadt enorm und immer mehr wohlhabende Leute bauten sich eigene Häuser entlang des Cliffs, um dort den Winter zu verbringen oder sogar ganz nach Tenby zu ziehen. Auch die steilen Treppen an den Cliffs wurden während dieser Zeit in den Fels gehauen. Gesteigert wurde der Touristenstrom nochmals, als auf dem Castle Hill ein Nationaldenkmal für Prinz Albert errichtet wurde.
Vor und während des Zweiten Weltkriegs befand sich zwischen 1933 und 1946 zirka sieben Kilometer südwestlich die Royal Air Force Station Manorbier, ein anfangs auch zivil mitgenutzter Militärflugplatz des Fighter Commands der Royal Air Force. Später wurde das Areal von der British Army als Royal Artillery Range Manorbier betrieben und wird heute als Air Defence Range Manorbier (ADRM) bezeichnet.

## Tenbys Stadtmauern
Nachdem die Stadt im Mittelalter zum letzten Mal im Jahre 1260 von Llewelyn erobert und zerstört worden war, wurde deutlich, dass die Stadtmauern dringend verstärkt werden mussten. Vor allen Dingen sollte darauf geachtet werden, dass sämtliche Häuser sich innerhalb der Stadtmauer befinden. Die Mauern sollten außerdem durch Türme und Stadttore ausgebaut werden. Die Burg sollte dabei als zweiter Verteidigungsring innerhalb der Stadtmauer dienen. Zusammen mit diesen Baumaßnahmen plante man auch gleich eine neue Straßenführung.
Die Arbeiten begannen etwa im Jahre 1264 in der Amtszeit von William de Valence, 1. Earl of Pembroke. Zur Unterstützung der Finanzierung der immensen Bau- und Unterhaltskosten der Mauern bekam Tenby im Jahre 1328 von König Edward III. das Recht, Abgaben auf Handelsgüter zu kassieren, die die Stadt erreichten. Dies war so einträglich, dass sogar zwei zusätzliche Türme gebaut werden konnten, sowie die Barbakane „Five Arches“. Im Jahre 1457, nachdem Jasper Tudor zum Earl of Pembroke ernannt worden war, gab er Direktiven heraus, die den Bürgermeister und die Bürgerschaft persönlich für die Sicherheit ihrer Stadt verantwortlich machten. Als Folge daraus wurden die Stadtmauern nochmals erweitert. Sowohl in Dicke als auch in Höhe der Mauern wurde investiert und sie wurden rundum begehbar gemacht.
An der Landseite wurde ein Graben ausgehoben, der das Erreichen der Mauern noch weiter erschweren sollte. Dieser befand sich etwa dort, wo heute die South Parade und die St. Florence Parade entlangführen.
Die nächste erwähnenswerte Erweiterung der Mauern fand im Jahre 1588 statt, als die Spanische Armada mit einer Invasion in England drohte. Die Mauern in der Nähe des West Gate wurden neu gebaut und verstärkt. Zwei neue Tore wurden gebaut, eines war das North Gate, das die Carmarthen Road absperrte und im Jahre 1706/1707 abgerissen wurde. Dort wurde später das Royal Lion Hotel erbaut.

## Tourismus
Die schönen Strände, Buchten und Klippen in der Umgebung sowie das pittoreske Stadtbild mit seinen engen Gassen sorgen auch in modernen Zeiten für florierenden Tourismus. Außerdem kann Tenby mit einigen Sehenswürdigkeiten aufwarten:
- das Five Arches Barbakane Gate
- die im 15. Jahrhundert erbaute Kirche St. Mary
- das Tudor Merchant’s House (National Trust)
- das Museum mit Kunstgalerie
- Strände, Buchten und Burgen

## Verkehr
Boote fahren vom Hafen von Tenby zur Insel Caldey, während die Insel St Catherine auch bei Ebbe erreicht werden kann.

## Persönlichkeiten

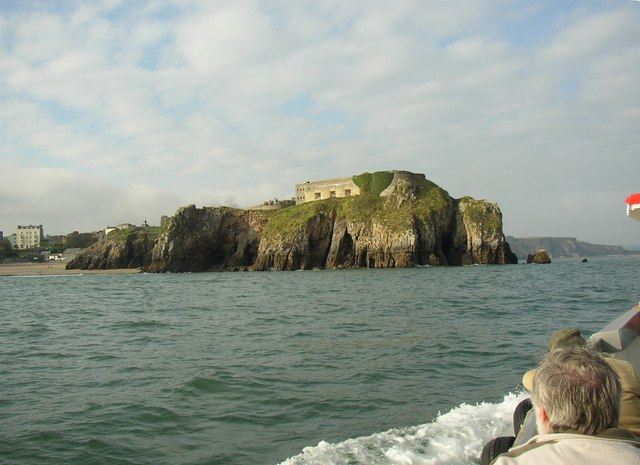
St Catherine’s Island, Foto von der Caldey Island Fähre aus

- Alison Bielski, Poet und Schriftsteller
- Michael Bonacini, Koch, geboren und wuchs auf in Tenby[1]
- Rhidian Brook, Schriftsteller, geboren in Tenby
- Charles Dale, Schauspieler, geboren in Tenby
- Kenneth Griffith, Schauspieler, geboren in Tenby
- Augustus John, Künstler, geboren in Tenby
- Gwen John, Künstler, geboren in Haverfordwest
- Kate Lamb, Schauspielerin, wuchs auf in Tenby
- Michael Lieber, Schauspieler
- Clive Merrison, Schauspieler
- Robert Recorde, Mathematiker, geboren in Tenby